# Ex vivo
Ex vivo (latinski: "izvan živućeg") je oznaka za ono što se odvija izvan nekog organizma. U znanosti, ex vivo  se odnosi na eksperimentiranja ili mjerenja koja se obavljaju u ili na stanicama ili tkivima izvađenim iz organizma, u vanjskom okruženju s minimalnim izmjenama prirodnih uvjeta. Ex vivo uvjeti dozvoljavaju eksperimente na organizmima, stanicama ili tkivima pod bolje kontroliranim uvjetima nego što je to moguće u in vivo ispitivanjima  (u netaknutom organizmu), u, što je moguće manje, izmjenim uvjetima "prirodnog" okruženja.

## Primjena
Primarna prednost uporabe ex vivo proučavanja tkiva je sposobnost za obavljanje ispitivanja ili mjerenja koja inače ne bi bila moguća ili etički neprihvatljiva na živim uzorcima. Tkiva se mogu ukloniti na više načina, uključujući djelomično, organe u cjelini.
Primjeri primjene  ex vivo  promatranja uključuju:
- eseje;
- pronalaženje standardnih i alternativnih agenasa liječenja raka koji su efikasni protiv stanica raka organizama;
- mjerenja fizičkih, toplotnih, električnih, mehaničkih, optičkih i drugih svojstava tkiva, posebno u raznim okruženjima koji ne mogu biti životno održiva  (na primjer, u ekstremnim pritiscima ili temperaturama);
- realne modele za razvoj operativnih zahvata;
- istraživanja interakcije različitih vrsta energije s tkivima; ili kao
- eksperimentalnih objekata u razvoju medicinskih tehnika.[2][3][4][5]

Termin ex vivo znači da je testirani uzorak izvađen iz organizma. Termin in vitro ("u staklu") znači da se testirani uzorak uzima iz organizma i održava u (staklenim) laboratorijskim posudama i istovremeno održavaju u eksperimentalnim i kontrolnim uvjetima.  Ova dva pojma nisu sinonimi, iako je testiranje u oba slučaja "u staklu". Rezultati ex vivo odnose se samo na organizam iz kojeg stanica potiče, dok se in vitro rezultati odnose samo na stanicu koja se koristi.
U citologiji, ex vivo procedure često uključuju žive stanice ili tkiva koja su uzeta iz organizma i kultivirana u laboratorijskim aparatima, obično u sterilnim okolnostima koje se ne mijenjaju preko 24 sata za dobivanje dovoljno stanica za eksperimente. Ekperimenti općenito počinju 24-satne inkubacije, upotrebom istih organizama za eksperimente koje podrazumijevaju  ex vivo ispitivanja. Jedna široko izvedena ex vivo studija je test horioalantoisne membrane (CAM) na ribama. U ovom testu, angiogeneza je promovirana na CAM membrani embriona pileta, izvan organizma.